# Love Is Like a Butterfly (canción)
«Love Is Like a Butterfly» es una canción interpretada por la cantautora estadounidense Dolly Parton. Fue publicada en agosto de 1974 como el sencillo principal de su álbum del mismo nombre.

## Recepción de la crítica
Un escritor no especificado de la revista Cash Box declaró: “[La canción] es una balada suave y de ritmo fácil. Dolly ha hecho mucho para establecer su propia identidad artística y su voz ligera y aireada nunca ha sonado mejor. Ella captura la delicadeza de una mariposa tanto con su delicada voz como con la letra que escribió”. Un escritor no especificado de Record World declaró: “La rica complejidad y la brillante claridad de su voz se muestran perfectamente en esta balada ligera y altísima”.

## Rendimiento comercial
En Estados Unidos, «Love Is Like a Butterfly» debutó en el puesto número 87 en la lista Hot Country Singles durante la semana que terminó el 31 de agosto de 1974, donde se desempeñó como el segundo debut más alto de la edición. Después de escalar de manera constante la lista durante ocho semanas consecutivas, encabezó la lista el 9 de noviembre de 1974, donde desplazó la canción de Mickey Gilley, «I Overlooked an Orchid», del puesto más alto. «Love Is Like a Butterfly» salió de la lista Hot Soul Singles el 21 de diciembre en la posición número 49; en total, pasó diecisiete semanas consecutivas entre los rankings de la lista. Fue su cuarto sencillo número uno consecutivo en 1974 en la lista Hot Country Singles.

## Lista de canciones
Todas las canciones escritas y compuestas por Dolly Parton.
1. «Love Is Like a Butterfly» – 2:21
2. «Sacred Memories» – 2:42

## Posicionamiento
| Gráfica (1974)                                 | Pico de posición |
| ---------------------------------------------- | ---------------- |
| Canadá (RPM Country Playlist)                  | 2                |
| Estados Unidos (Billboard Easy Listening)      | 38               |
| Estados Unidos (Billboard Hot Country Singles) | 1                |